# Минута
Минута (русское обозначение: мин; международное: min; графическое: ′) — внесистемная единица измерения времени. По современному определению, минута, как правило, равна 60 секундам, 1/60 часа или 1/1440 суток. Минута не является единицей Международной системы единиц (СИ), но ввиду широкого употребления минуты в повседневной жизни Международный комитет мер и весов принял её для использования наряду с единицами СИ. В Российской Федерации минута допущена для использования в качестве внесистемной единицы без ограничения срока с областью применения «все области». В соответствии с требованиями Брошюры СИ и ГОСТ 8.417—2002, наименование и обозначение единицы времени «минута» не допускается применять с дольными и кратными приставками СИ.
По решению Международной службы вращения Земли в конце суток по всемирному времени 30 июня или 31 декабря могла добавляться так называемая секунда координации. При такой добавке последняя минута упомянутых суток содержала 61 секунду. Добавка секунды координации осуществлялась для согласования всемирного координированного времени со средним солнечным временем UT1. Около 2020 года внедрение високосных секунд было прекращено из-за их негативного влияния на вычислительные системы.

## Происхождение термина
Слово минута произошло от сокращённой формы устоявшегося латинского выражения pars minuta prima («часть (часа), уменьшенная, первая»), встречающегося в многочисленных трактатах о правильном исчислении времени, где minuta это форма женского рода прилагательного minūtus — «маленький, мелкий». Примечательно, что сокращённое написание другого устойчивого выражения — pars minuta secunda («часть (часа), уменьшенная, вторая») дало название секунде, но при этом в сокращении использовалось последнее, а не второе слово выражения.
В письменных источниках на русском языке впервые слово «минута» употребляется в XVII веке на французский манер — «минюта» (от фр. minute), — что стало основанием включить это слово в «Исторический словарь галлицизмов русского языка». Однако во времена Петра I устоялось «немецкое», твёрдое произношение «минута» (от нем. Minute). Происхождение в русском языке слова «минута» из французского или из немецкого языков спорно.
Через латинский язык слово «минута» восходит к одному корню со словом «миниатюрный».
Деления часа именно на 60 минут связано с шестидесятеричной системой счисления, которая была изобретена шумерами, а затем использовалась вавилонскими математиками. Древнегреческие и средневековые европейские математики для обозначения дробных частей пользовались вавилонской 60-ричной системой. Аль-Бируни был первым, кто разделил час на шестидесятеричные части: минуты, секунды, трети и четверти в 1000 году. Около 1235 года Иоанн Сакробоско продолжил эту традицию. Благодаря этому, мы делим час на 60 минут и минуты на 60 секунд. Вопреки распространённому мнению, часы, минуты и секунды не использовались в Древнем Вавилоне. Вместо этого использовался «двойной час» длительностью 120 современных минут, а также «время-градус» длительностью 1⁄360 дня (то есть четыре минуты) и «третья часть» длительностью 31⁄3 современных секунды (как хелек в современном еврейском календаре).